# Alice: Madness Returns
Alice: Madness Returns ist ein Computerspiel für Microsoft Windows, PlayStation 3 und Xbox 360, das am 14. Juni 2011 in den USA, am 16. Juni 2011 in Europa und am 17. Juni 2011 in Großbritannien erschien. Es ist die Fortsetzung des Spiels American McGee’s Alice aus dem Jahr 2000. Entwickler ist das chinesische Studio Spicy Horse, dessen Gründer American McGee bereits den ersten Titel für Rechteinhaber EA erschuf.

## Handlung
Alice: Madness Returns spielt rund elf Jahre nach dem ersten Teil. Nachdem Alice aus dem Irrenhaus Rutledge entlassen wurde, lebt sie nun in einem Waisenhaus in London. Durch die Erinnerungen an den Tod ihrer Eltern immer noch stark traumatisiert, versucht sie mit Hilfe des Psychiaters Dr. Angus Bumby mit ihren seelischen Problemen fertigzuwerden. Als Alice nach einer Therapiestunde auf der Straße einer Katze begegnet, folgt sie dieser und stößt dabei auf eine alte Krankenschwester des Irrenhauses namens Witless. Als diese von Alice Geld erpressen will, bekommt Alice plötzlich heftige Visionen und landet schließlich im Wunderland. Hier trifft sie auf ihren alten Bekannten, die Grinsekatze, die ihr vom Wandel und der Zerstörung des Wunderlands erzählt. In fünf Kapiteln versucht sie nun, die Zerstörung des Wunderlandes aufzuhalten. Für die Übergänge zwischen den Kapiteln blendet das Spiel immer wieder kurzzeitig in Alice reales Leben über. Die dortigen Ereignisse sind Auslöser für Alice Wunderland-Visionen und legen den thematischen Grundstock für die kommenden Spielabschnitte.

## Spielprinzip
Die insgesamt sechs Kapitel des Spiels werden durch viele klassische Jump-’n’-Run-Elemente und Kämpfe geprägt. Alice kann verschiedene Arten von Sprüngen absolvieren und mit Hilfe ihres Rockes über größere Abgründe schweben. Alice kann aber auch schrumpfen und beispielsweise durch ein Schlüsselloch ansonsten unzugängliche Areale erreichen. Außerdem erhält Alice nur dann ihren Schrumpfsinn, der einige unsichtbare Plattformen oder Lösungshinweise erst sichtbar werden lässt.
Auf dem Weg trifft der Spieler auf diverse Gegner, darunter monströse Abwandlungen bereits bekannter Figuren aus dem Wunderland. Alice bekämpft diese wahlweise mit ihrem Arsenal aus je zwei Nah- und Fernkampfwaffen sowie mit Spezialwaffen wie einer Bombe in Kaninchenform oder einem Regenschirm.
Ab und zu absolviert der Spieler kleine Minispiele, die in die Story mit eingebaut sind, wie zum Beispiel Puzzles oder ein 2D-Jump’n’Run im Stile der frühen Super-Mario-Spiele.
Ein weiteres Element ist das Einsammeln verschiedener Gegenstände. Mit Hilfe eingesammelter Zähne können die Waffen bis zu vier Stufen aufgerüstet werden. Daneben findet der Spieler Erinnerungsfetzen von Alices verstorbenen Eltern oder Personen ihres Umfelds, Flaschen und Schweineschnauzen, durch die Alice Zugang zu speziellen Arealen oder Gegenständen erhält.

## Entwicklung
McGee kritisierte in einem Rückblick EAs Vermarktungsstrategie, die durch die veröffentlichten Trailer seiner Meinung nach das Spiel als einen düsteren Horrortitel erscheinen ließen, obwohl dies nicht dem Designkonzept entsprach. Durch die daraus erzeugte Erwartungshaltung habe der Publisher letztlich die Zielgruppe verfehlt. Ursprünglich habe der Publisher bereits während der Entwicklung eine wesentlich düsterere Machart für den Titel gefordert, dem sich McGee jedoch erfolgreich widersetzte.

## Marketing
Im Februar 2009 kündigte EA ein Sequel zu American McGee's Alice für PC und Konsolen an, zu diesem Zeitpunkt noch unter dem Arbeitstitel The Return of American McGee's Alice. Dazu schloss sich Electronic Arts als Inhaber der Rechte mit Designer American McGee und dessen chinesischem Entwicklungsstudio Spicy Horse zusammen. Ebenso wurde angekündigt, dass Story-Schreiber und ausführender Produzent des ersten Teils ebenfalls an der Entwicklung mitwirken sollten.
Im November desselben Jahres wurde fälschlicherweise ein von Fans erstellter Trailer von Spielemagazinen als echt erklärt. Bei EAs Studio-Präsentation am 20. Juli 2010 wurden weitere Details über das Spiel in Form von Screenshots und einem ersten offiziellen Teaser-Video gezeigt. Ebenso wurde der finale Titel Alice: Madness Returns bekanntgegeben. Ein zweiter Teaser wurde während der Tokyo Game Show 2010 gezeigt, ein dritter erschien am 14. Februar 2011 auf MSNBCs „In-Game“-Website. Am 4. März 2011 erschien der erste Trailer, der Gameplay und diverse Waffen des Spiels zeigte. Am 20. April 2011 bestätigte Electronic Arts, dass Xbox-360- und Playstation-3-Benutzer per beigelegtem Downloadgutschein Zugriff auf eine neuaufgelegte HD-Version des Originalspiels American McGee's Alice erhalten. Am 3. Juni wurde der finale Erscheinungstrailer veröffentlicht. Dieser zeigte verschiedene Gegner, Alice im Kampf und die Grinsekatze.

## Rezeption
Alice: Madness Returns erhielt mäßige bis gute Bewertungen. Der Durchschnitt der Testwertungen liegt laut Metacritic je nach Version bei 70 % (PS3, Xbox 360) und 75 % (Windows). Gamespot gab dem Titel 7 von 10 Punkten, IGN vergab 6,5 von 10 Punkten.
Insgesamt argumentierten die verschiedenen Kritiker damit, dass teilweise die Grafik nicht mehr auf dem neuesten Stand sei, das Spiel teilweise unfertig erscheint und sehr eintönig sei. Laut den Spielern habe man jedoch nichts anderes erwartet und somit wird es unter diesen hochgelobt für seine gute Atmosphäre und seine gute Story. GameStar gab 71 % für Spielspaß, lobte, dass es „toll erzählt“, kritisierte aber, dass es „spielerisch mau“ sei. Der Tagesspiegel wertet, dass es „gestalterisch … zum originellsten, was die Games-Branche derzeit zu bieten hat“ gehört. Jedoch würden „Handlung und Spielablauf“ durch „anspruchslose Rätsel und monotone Sammelaufgaben“ getrübt, was letztlich beim Spieler zu „Langeweile“ führe. Auf der Internet-Vertriebsplattform Steam erreichte der Titel nach Erscheinen direkt einen Platz in den Top Ten der Verkaufscharts.
Spicy Horse wandte sich nach den Arbeiten an Alice: Madness Returns der Entwicklung von ausschließlich onlinebasierten Free-to-play-Spielen zu. In einem im Juli 2012 veröffentlichten Rückblick bezeichnete Studioinhaber McGee gegenüber dem Spielemagazin Game Informer das Konzept der auf physikalischen Datenträgern im Handel veröffentlichten Konsolenspiele für überholt. Könne das Produkt nicht auf Anhieb und in einem sehr engen Zeitfenster überzeugen, sei das finanzielle Scheitern des Spiels unvermeidbar, da der Entwickler im Gegensatz zu Onlinespielen auch nicht mehr mit Nachbesserungen gegensteuern könne, bevor das Spiel aus den Regalen und damit aus der öffentlichen Wahrnehmung verschwinde. Er kritisierte aber auch allgemein die zahlenfixierte, ausschließlich auf Investoren ausgerichtete Firmenpolitik von Publishern, die diesen Marktbereich bestimmten. Er erklärte gleichzeitig, dass das EA-Marketing in diesem „kaputten System“ das beste für das Produkt herausgeholt habe, er und sein Studio jedoch keinerlei Interesse hätten, nochmal in diesem Markt tätig zu werden. Mit Free-to-play hätte das Studio bereits mehr Einnahmen verzeichnet, als Alice: Madness Returns erzielt habe.

## Herunterladbare Inhalte (DLC)

### American McGee's Alice
Hierbei handelt es sich um eine Portierung des PC-Spiels für die Xbox 360 und die Playstation. Am 20. April 2011 bestätigte Electronic Arts, dass Käufer dieser beiden Konsolen per „Online Pass“, einem beigelegten Downloadgutschein, Zugriff auf eine neuaufgelegte HD-Version des Originalspiels erhalten. Der Titel wird als Spielerweiterung vertrieben, ist mit dem Hauptprogramm verbunden und wird über das Hauptmenü von Alice: Madness Returns aufgerufen. Dabei handelt es sich um eine Maßnahme im Rahmen von EAs Vertriebskonzept Project Ten Dollar gegen Gebrauchtverkäufe. Der Titel ist allerdings auch als Add-on für das Hauptspiel über die Online-Vertriebsplattformen der Konsolenbetreiber erhältlich.

### Wahnsinnswaffen und Kostüme
Hierbei handelt es sich um eine weitere Upgrade-Stufe der im Spiel verfügbaren Waffen. Im regulären Spiel können die Waffen bis Stufe 3 aufgewertet werden, während dieser DLC dies bis Stufe 4 ermöglicht. Dadurch richten die Waffen deutlich größeren Schaden an. Die ebenfalls enthaltenen Kleidungsstücke für Alice beeinflussen ebenfalls die Spielwerte.